# Piazza del Sedile
Piazza del Sedile è una piazza del centro storico di Matera, appartenente al sistema dei Sassi.

## Origine del nome
La città di Matera è stata per quasi tutta la sua esistenza una città libera, sottoposta al controllo del Re ma non controllata da un nobile o feudatario locale, come altre località appartenenti al Regno di Napoli. Questa forma di governo prevedeva l'esistenza di una assemblea auto organizzata dei cittadini, il cui compito era quello di amministrare la città e i territori vicini. Questa assemblea veniva detta Bagliva o, più frequentemente, Sedile (la stessa città di Napoli aveva una simile assemblea). Inizialmente il Sedile che amministrava la città di Matera si riuniva nello spazio antistante la cattedrale, o sotto l'arco di ingresso alla Cattedrale stessa.
Facevano parte della Bagliva il cosiddetto bajulo, nominato dal re, più un numero pari di rappresentanti del popolo e della nobiltà, secondo una consuetudine che si fa risalire a Federico II.
L'assemblea del Sedile, nei decenni successivi all'Unità d'Italia venne sostituita dal Commissariato agli Usi Civici.

## Storia
L'attuale Piazza del Sedile era detta fino al XIV secolo Piazza Maggiore, e vi trovava spazio soprattutto l'attività commerciale, con la sede del Mercato. Nel 1550  )o secondo alcune fonti 1540) il Vescovo Saraceno decise di costruire un palazzo, destinato ad ospitare le riunioni del governo della città. Attorno al Palazzo del Sedile venne data una nuova forma alla piazza stessa, costruendo (o modificando) alcuni edifici, con l'intendo di ospitarvi alcune funzioni di governo della città stessa. Tra gli altri trovarono sede nella Piazza le carceri (guardando il palazzo del Sedile sul lato destro della piazza), la sede del Governatore e della guarnigione (dal lato opposto della Piazza), ed alcuni edifici fatti costruire in quegli anni dalla nobiltà locale.
Il Palazzo del Sedile e la Piazza subirono pesanti rimaneggiamenti nel 1779 che diedero sostanzialmente la forma attuale alla piazza e agli edifici che la attorniano. Dopo l'Unità di Italia e fino al 1944 il Palazzo del Sedile ospitò la sede del Comune. In seguito il palazzo venne destinato ad una sede secondaria del Conservatorio di Bari, destinato poi a diventare il Conservatorio Duni di Matera.

## Galleria d'immagini

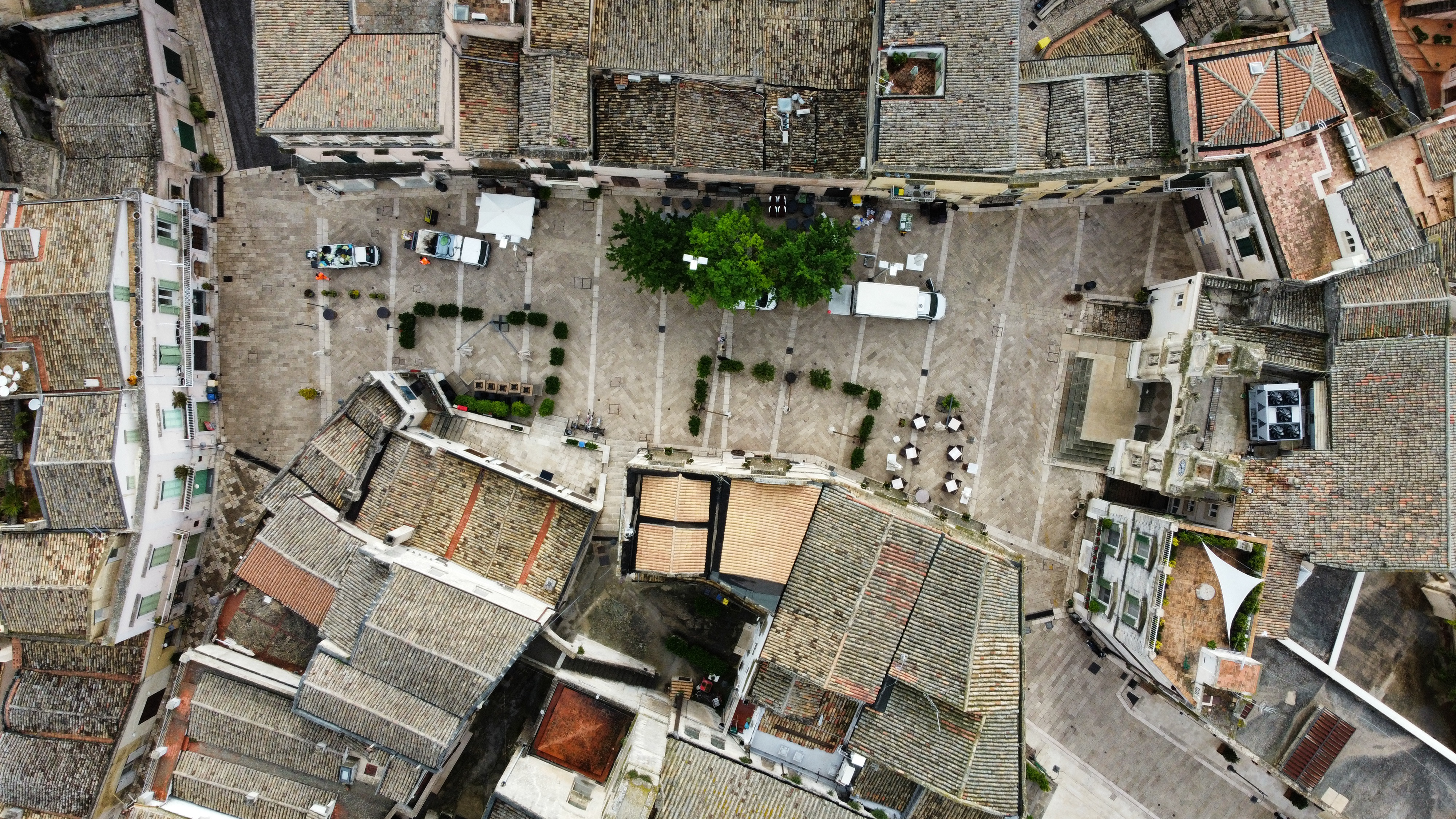
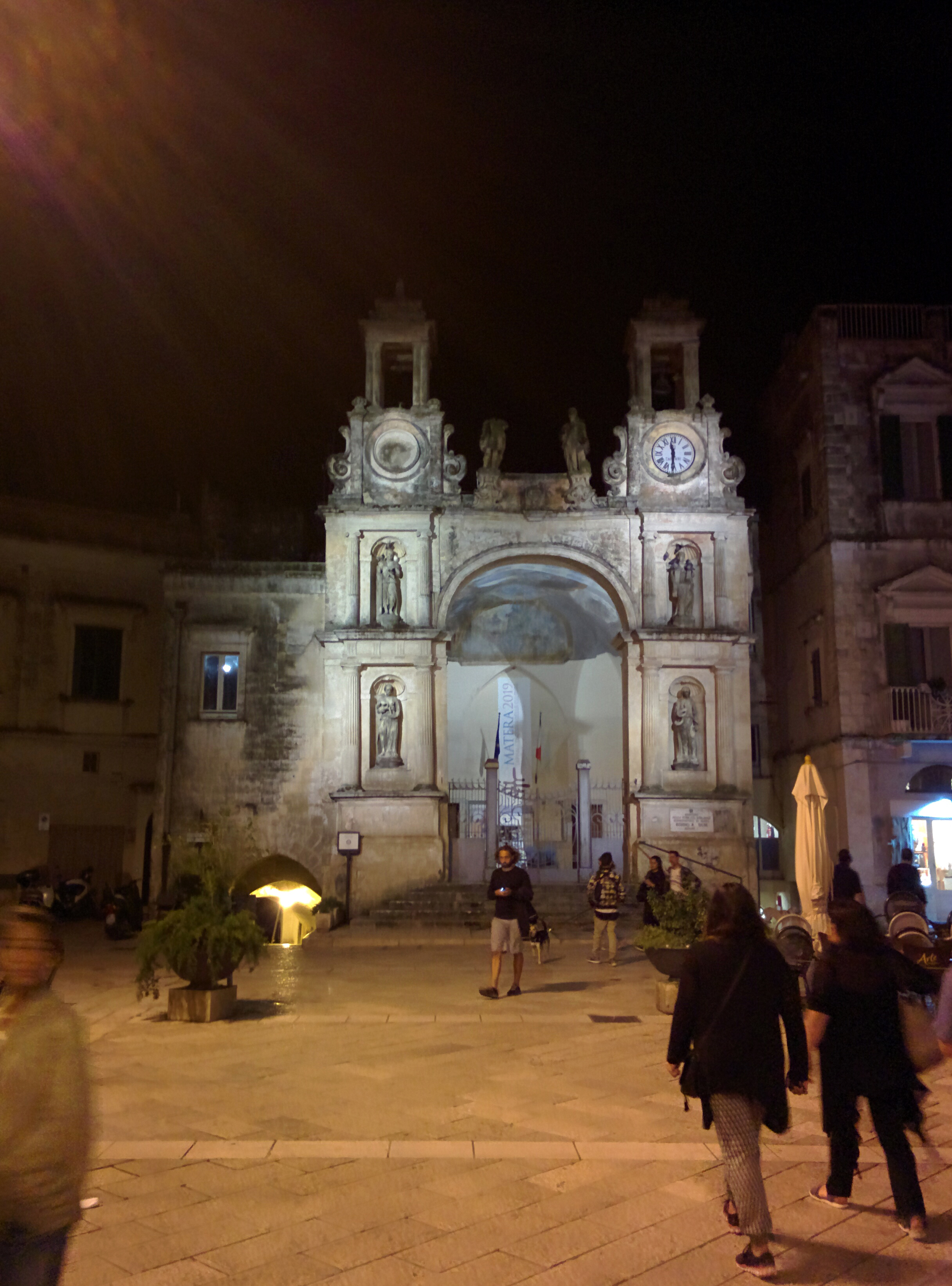
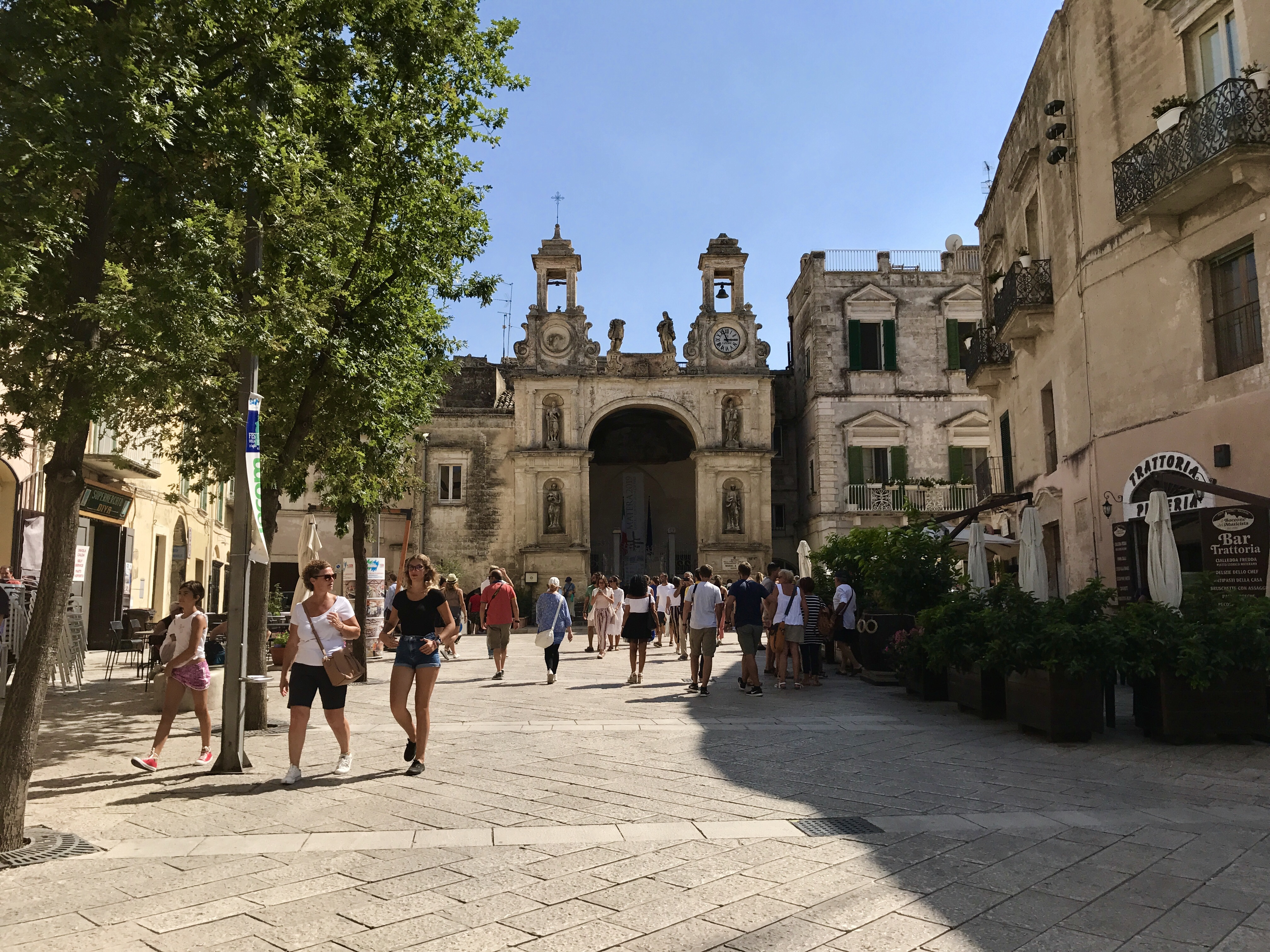
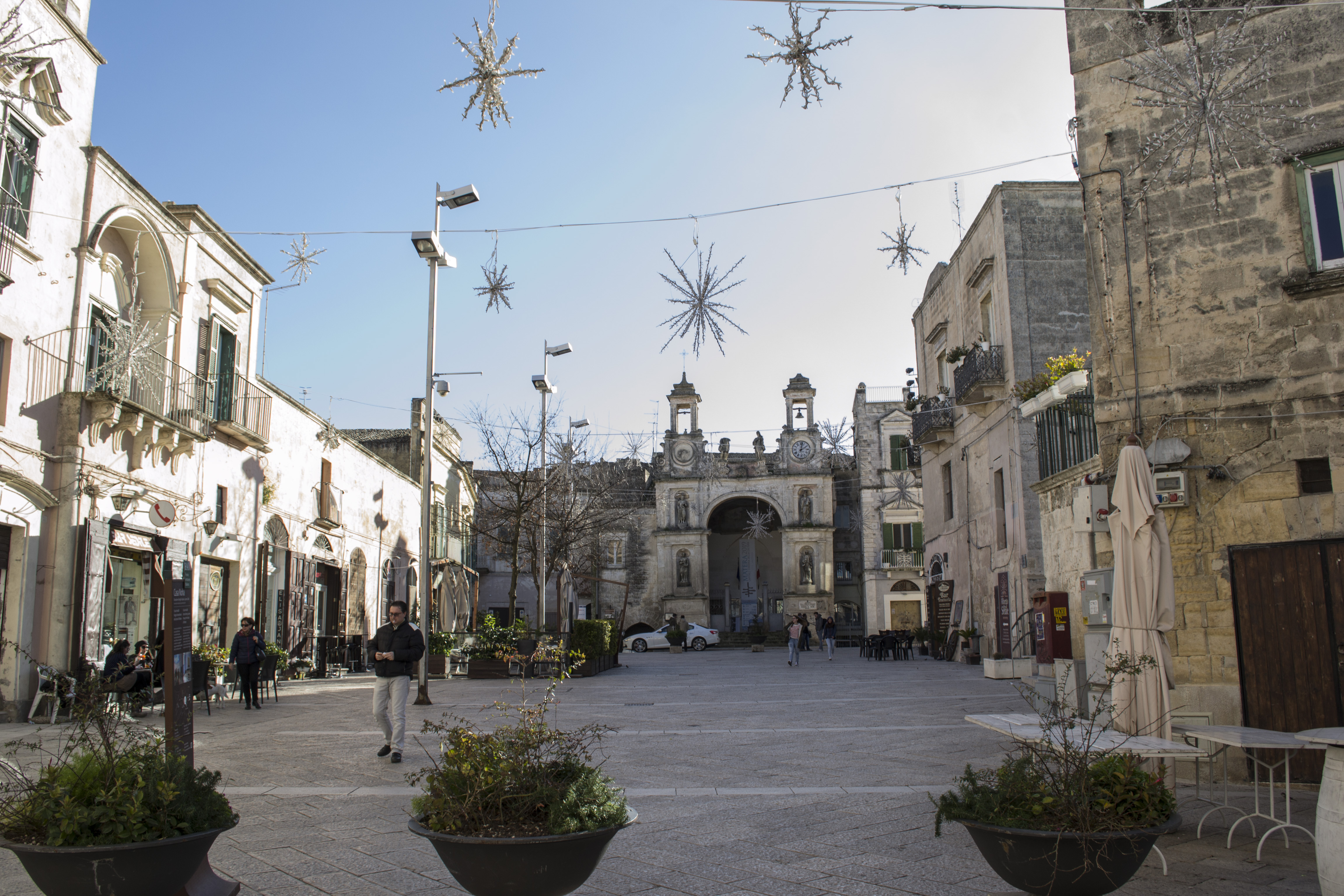